# Petrarca Rugby 2010-2011

## Eccellenza 2010-11

### Stagione regolare
| Incontro                 | Andata | Ritorno |
| ------------------------ | ------ | ------- |
| S.S. Lazio — Petrarca    | 13-25  | 18-24   |
| Petrarca — Veneziamestre | 37-10  | 31-18   |
| L’Aquila — Petrarca      | 16-32  | 6-38    |
| Petrarca — Crociati      | 21-8   | 33-23   |
| Rovigo — Petrarca        | 31-3   | 34-22   |
| Petrarca — I Cavalieri   | 13-25  | 25-18   |
| Mogliano — Petrarca      | 6-11   | 13-14   |
| Petrarca — GranDucato    | 14-6   | 17-10   |
| Rugby Roma — Petrarca    | 21-9   | 10-10   |

#### Risultati della stagione regolare
| Posizione | G  | V  | N | P | PF  | PS  | DP  | B | Pt |
| --------- | -- | -- | - | - | --- | --- | --- | - | -- |
| 3ª        | 18 | 13 | 1 | 4 | 379 | 286 | +93 | 5 | 59 |

### Fase finale
| Turno | Incontro               | Andata | Ritorno |
| ----- | ---------------------- | ------ | ------- |
| SF    | Petrarca — I Cavalieri | 31-18  | 6-5     |
| F     | Rovigo — Petrarca      | 14-18  | 14-18   |

## European Challenge Cup 2010-11

### Prima fase

#### Girone 2
| Incontro               | Andata | Ritorno |
| ---------------------- | ------ | ------- |
| Brive — Petrarca       | 32-6   | 24-20   |
| Petrarca — Sale Sharks | 9-56   | 0-54    |
| Petrarca — El Salvador | 37-10  | 16-37   |

#### Risultati del girone 2
| Posizione | G | V | N | P | PF | PS  | DP   | B | Pt |
| --------- | - | - | - | - | -- | --- | ---- | - | -- |
| 3ª        | 6 | 1 | 0 | 5 | 88 | 213 | -125 | 2 | 6  |

## Verdetti
- Petrarca campione d’Italia 2010-2011
- Petrarca qualificato alla European Challenge Cup 2011-2012